# بتا آتش‌دان
بتا آتش‌دان یک ستاره است که در صورت فلکی آتشدان قرار دارد.